# Involute
Pour les articles homonymes, voir inv.
La fonction involute (souvent abrégé en inv) est une fonction couramment utilisée pour le taillage des engrenages.

## Définition
Soit Q un point d'un cercle C de centre O et de rayon R. La développante de C de pied Q est la courbe caractérisant la trajectoire d'un point d'une droite roulant sans glisser sur C, avec Q comme point de rebroussement.
Si M est un point à localiser sur cette développante et T le point de tangence à C associé, la fonction involute donne (en radians) l'angle caractéristique {\displaystyle {\widehat {QOM}}} en fonction de l'angle {\displaystyle \alpha ={\widehat {MOT}}}. Sa valeur est donc :
En effet, la longueur du segment {\displaystyle [MT]} est égale à la longueur de l'arc de cercle {\displaystyle {\overset {\frown }{QT}}}, c.-à-d. : {\displaystyle R\times \tan {\widehat {MOT}}=R\times {\widehat {QOT}}}, ou encore : {\displaystyle \tan(\alpha )=\mathrm {inv} {(\alpha )}+\alpha }.
La localisation du point M est complétée en considérant que OM cos(α) = R.